# Barbatski kanal
Barbatski kanal (preliv) je okoli 10 km dolga ožina v Kvarnerju, ki ločuje otoka Rab in Dolin.

## Potek kanala
S severovzhodne strani je kanal omejen z otokom Rab, z jugozahodne strani pa ga omejuje Dolin. Na jugovzhodni strani prehaja v Velebitski kanal, na severozahodu pa prehaja proti otočku Tunera in mestu Rab.

## Naselja ob Barbatskem kanalu
Na obalah Barbatskega kanala ležijo naslednja naselja:
- Rab
- Banjol
- Barbat